# Liste von Werken zu Heinrich Heine

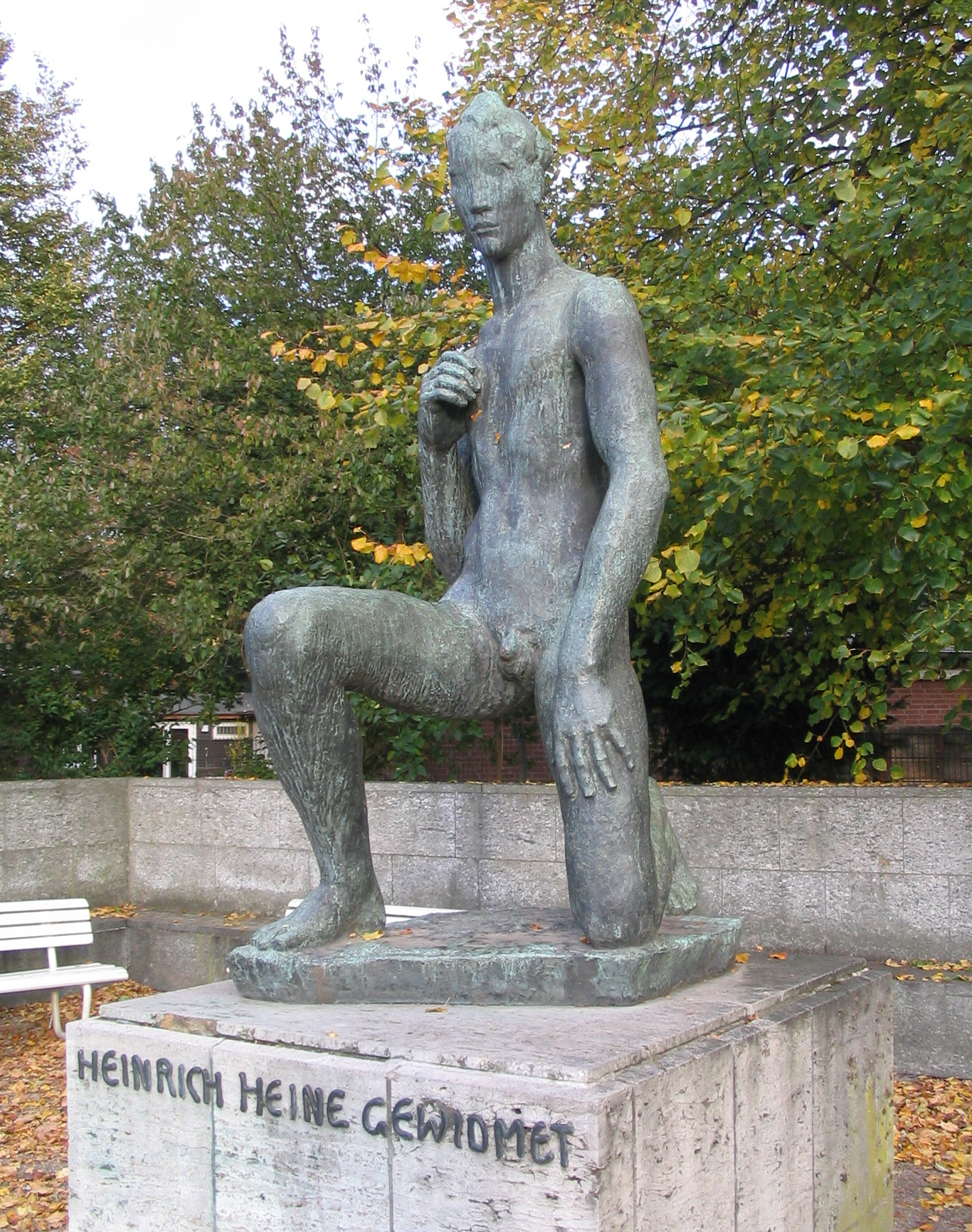
Aufsteigender Jüngling von Georg Kolbe, 1931, in Düsseldorfer Ehrenhof

Diese Liste enthält Kompositionen, Filme, Porträts und weitere künstlerische Werke über Dichtung und Person von Heinrich Heine.

## Musik

### Überblick
Heinrich Heines Werke wurden über 6830 Mal vertont. Die bekanntesten Vertonungen waren die Zyklen von Robert Schumann Dichterliebe und Liederkreis und von Franz Schubert Schwanengesang sowie das Lied Lorelei von Friedrich Silcher. Das Gedicht Du bist wie eine Blume wurde über 300 Mal vertont. Weitere Komponisten waren Johannes Brahms, Felix Mendelssohn Bartholdy, Franz Liszt, Richard Wagner, Pjotr Iljitsch Tschaikowski, Alexander Borodin, Clara Schumann und Alma Mahler-Werfel. Die Lyrik von Heinrich Heine hatte für die Entstehung des deutschen Kunstliedes eine grundlegende Bedeutung.

### Einzelne Werke (Auswahl)
- 1825 Carl Friedrich Curschmann, Gekommen ist der Maie, 1825, erste bekannte Vertonung eines Heine-Gedichts
- 1828 Franz Schubert, Schwanengesang, D 957, mit sechs Liedern nach Heine
- Robert Schumann, Liederkreis, op. 24, Liederzyklus
- 1839 Richard Wagner, Die Grenadiere, Lied in französischer Übersetzung
- 1840/44 Robert Schumann, Dichterliebe, op. 48, Liederzyklus
- 1843 Richard Wagner, Der Fliegende Holländer, Oper, nach Erzählung Aus den Memoiren des Herren von Schnabelewopski
- 1845 Richard Wagner, Tannhäuser und der Sängerkrieg auf der Wartburg, nach Tannhäuser-Legende in Neue Gedichte
- 1964 Heinrich Heine, Lyrik und Jazz, mit Gert Westphal (Sprecher), Attila Zoller (g), Emil Mangelsdorff (fl, cl, as), Peter Trunk (b), Klaus Weiss (dr), SWF, Joachim-Ernst Berendt, Besprechungen:[5]
- 1964–1989 Tilo Medek: zwölf Heinrich-Heine-Lieder nach Gedichten, Edition Tilo Medek – ETM 210
- 1972 Katja Ebstein, Lieder, LP
- 1992 Günter Bialas, Aus der Matratzengruft, Oper
- 2011 Leichenwetter, Die schlesischen Weber, Altes Lied und Die Beschwörung[6]
- 2018 Heinrich Heine. Dichter unbekannt. audiolino, Hamburg 2018, ISBN 978-3-86737-305-0. Lyrik, Reportagen und Briefwechsel zur Französischen Revolution und Nationalismus in Deutschland. Gelesen von Rolf Becker, Musik Bernhard Rusam.

## Filme

### Allgemeines
Es sind etwa 30 Filme nach Werken von Heinrich Heine oder über seine Person gedreht worden.

### Von seinen Werken
1912–1921
- The Pilgrimage, USA, 1912, Kurzfilm, nach Gedicht Die Wallfahrt nach Kevlaar, mit Stuart Holmes, Tom Moore, Lottie Pickford
- … welche sterben, wenn sie lieben, Deutschland, 1913, mit Friedrich Kayssler, nach einem Gedicht[9][10]
- Florentinische Nächte, Deutschland 1920, nach gleichnamiger Novelle
- Vallfarten till Kevlaar, Schweden, 1921, nach Gedicht Die Wallfahrt nach Kevlaar; es wurde eine Fassung restauriert und in Deutschland gezeigt

1950–1985
- BBC Sunday-Night Theatre, 1956, Fernsehserie, 1 Folge
- Heroische Männer, Fernsehfilm, 1963
- L’adage, 1964, Kurzfilm
- Hora once , Spanien 1971, Fernsehserie, 1 Folge
- Ansichtssachen. Kurzdokumentarfilm, DDR, 1974, Regie Armin Georgi, DEFA-Studio für Dokumentarfilm, Erstsendung 26. Juni 1974, nach Gedichten von Heinrich Heine
- Ich weiss nicht was soll es bedeuten, 1975, Kurzfilm, nach gleichnamigem Gedicht
- ’Ne scheene jejend is det hier, 1981, Fernsehfilm
- Liebesblut, 1983, Kurzfilm, nach Novelle (?)
- Der Zaubergarten, Italien, BR Deutschland, 1984, TV-Film, nach Novelle Florentinische Nächte
- Die Nacht, 1985, mit Edith Clever, Hans-Jürgen Syberberg

Seit 2000
- Eine Nacht. Ein Leben, 2000/2002, Fernsehfilm nach Liederzyklus Dichterliebe von Robert Schumann, mit Christine Schäfer
- Poem – Ich setzte den Fuß in die Luft und sie trug, 2003, nach Gedicht Der Schiffbrüchige

- Die alten bösen Lieder, Dänemark, Deutschland, 2004, Regie Fatih Akin (Europäische Visionen), nach Gedichten von Heine
- Verfilmungen der Oper Der Fliegende Holländer von Richard Wagner, nach Text von Heinrich Heine, von 1975, 2007, 2019, 2020

### Über seine Person
- Heinrich Heines erste Liebe, Deutschland, 1921/1922, Regie Eva Christa, mit Singspiel von Wilhelm Lindemann, Vera-Filmwerke Hamburg, Stummfilm
- Der unbequeme Dichter. Ein Versuch über Heinrich Heine, BR Deutschland, 1969, Fernsehfilm, ZDF, Regie Richard Münch, Dokumentarfilm
- Heinrich Heine, BR Deutschland, 1971, Dokumentarfilm
- Meine Waffen sind nicht gebrochen – nur mein Herze brach. Film zum 175. Geburtstag von Heinrich Heine, DDR, 1972, TV-Dokumentarfilm

- Heinrich Heine., BR Deutschland, 1977, zweiteilige Fernsehbiographie, Regie Klaus Emmerich, Produktion Bavaria Film, ZDF, mit Christoph Bantzer, Barbara Sukowa und anderen
- Heinrich Heine Revue, BR Deutschland, 1980, Dokumentarfilm
- Heinrich Heine. Die zweite Vertreibung aus dem Paradies. Fernseh-Filmbiografie, BR Deutschland, 1983, Buch und Regie Karl Fruchtmann, Radio Bremen, mit Wolfgang Hinze als Heinrich Heine, Donata Höffer als Mathilde, Sabine Sinjen als Mouche, Ulrich von Bock als Karl Marx, Doris Buchrucker als Jenny Marx.
- Heinrich Heine. Es ist eine alte Geschichte Zeichentrickfilm, DDR, 1983/1984, Buch und Regie Katja Georgi, DEFA-Studio für Trickfilme, Erstsendung 13. Juli 1984
- Die Stadt läßt bitten. Heinrich Heine und Düsseldorf, BR Deutschland, 1984, Dokumentarfilm
- Heinrich Heine. A Birthday Video, 1997, TV-Film
- Wir haben alles mitgeträumt, Deutschland, 2005, Dokumentarfilm, 52 Minuten, Regie David Wittenberg, Produktion arte, Erstsendung 17. Februar 2006
- Denk ich an Deutschland in der Nacht. Das Leben des Heinrich Heine. Fernseh-Filmbiografie, Deutschland, 2006, Buch Alexander Häusser, Sonja Lowicki, Regie Gordian Maugg, Produktion NDR, arte, Erstsendung 17. Februar 2006, mit Fabian Busch als junger Heine und Rüdiger Vogler als älterer Heine, Anna Brüggemann als Mouche, Michael Mendl als Goethe.[11]

## Hörspiele
Nach Werken von Heinrich Heine wurden nur wenige Hörspiele in deutschen Rundfunkanstalten produziert. Angegeben sind die Erstsendungstermine. Im ORF gab es außerdem einige kurze Radiofeatures über Heinrich Heine.
- Ratcliff, 17.02.1946
- Deutschland, ein Wintermärchen, 1948
- Der Rabbi von Bacharach, 13. März 1963
- Heine in Lucca, 29. Oktober 1980
- William Ratcliff, 3. Februar 1981

## Porträts und Skulpturen

### Porträts

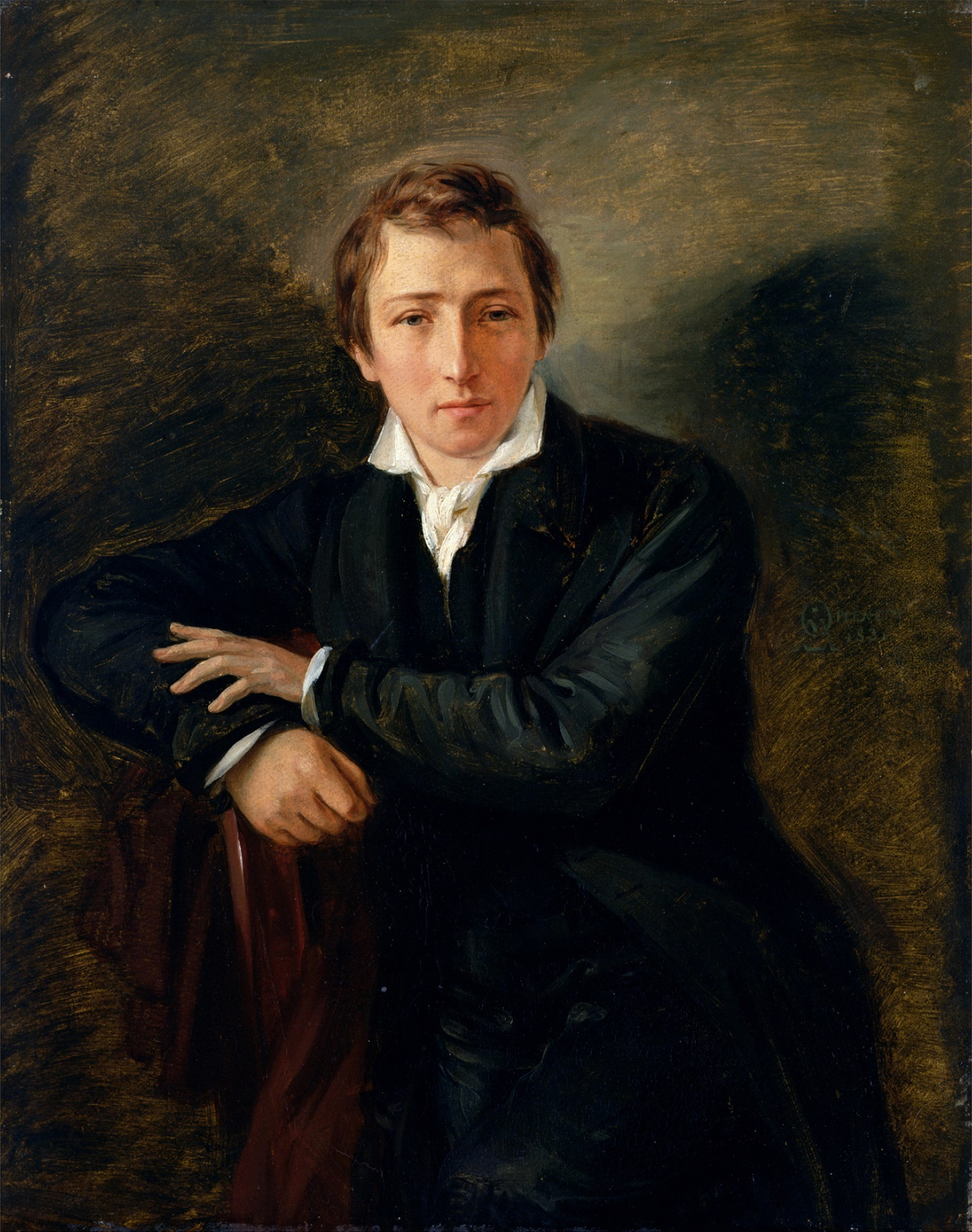
Heinrich Heine, 1831 von Oppenheim

Siehe auch Porträts von Heinrich Heine

Zu Heinrich Heine gibt es über zwanzig gemalte oder gezeichnete Porträts. Das bekannteste ist von Oppenheim von 1831. Sie stellen ihn in verschiedenen Phasen seines Lebens dar, von seiner Jugend bis zum frühen Alter.

### Skulpturen
Siehe auch Skulpturen und Denkmäler über Heinrich Heine

Es gibt verschiedenste Skulpturen zu Heinrich Heine, die meist als Denkmäler in öffentlich zugänglichen Orten zu sehen sind. Fast alle entstanden nach seinem Tod, die meisten haben eine gewisse Ähnlichkeit zu seinem Aussehen.

## Briefmarken

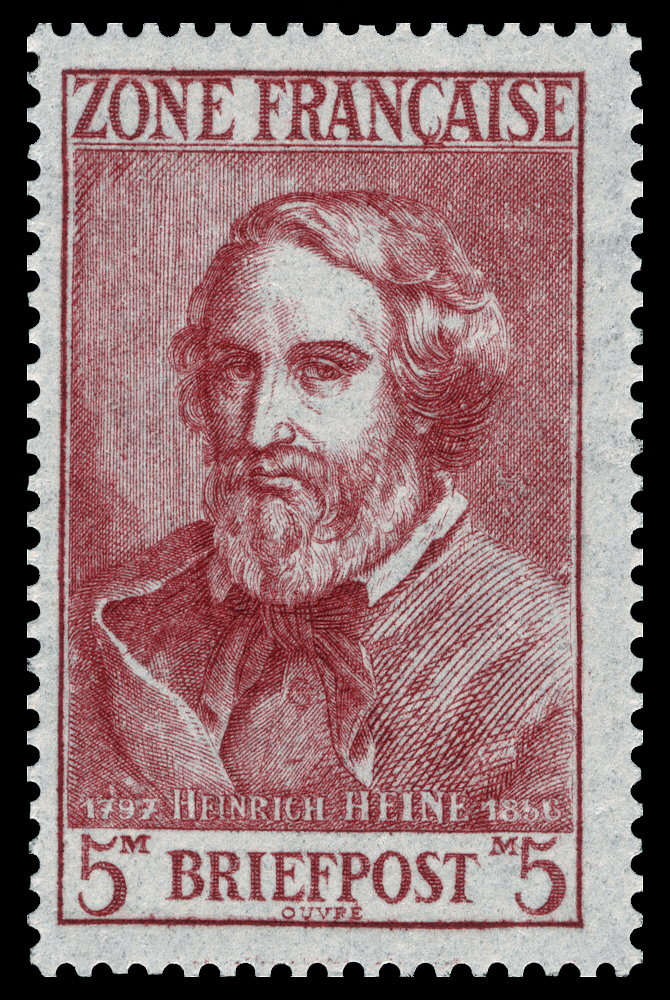
5-Mark-Dauermarke der Französischen Zone, 1946

Siehe auch Briefmarken zu Heinrich Heine
Ab 1948 gab es verschiedene Briefmarken zum Gedenken an Heinrich Heine in den beiden deutschen Staaten sowie in weiteren Ländern.
Zu seinem 225. Geburtstag gab die Deutsche Post AG zum 1. Dezember 2022 eine weitere, von dem Grafiker Frank Philippin entworfene Briefmarke im Nennwert von 195 Eurocent heraus.